# Merops hirundineus
ll Merops hirundineus (Lichtenstein, 1793), chiamato anche gruccione a coda di rondine, è una specie di uccello dell'ordine dei gruccioni appartenente alla famiglia dei Meropidae.
Si riproduce nei boschi delle savane dell'Africa sub-sahariana ed è parzialmente migratore.
Questa specie, come altri gruccioni, presenta un piumaggio dai colori vivaci e una coda biforcuta. È principalmente di colore verde con la gola gialla, una gorgiera blu e una striscia nera che parte dagli occhi fino al becco. Può raggiungere una lunghezza complessiva di 20-22 cm.
I gruccioni mangiano prevalentemente insetti, in particolare api, vespe e calabroni.
Questi gruccioni nidificano in coppia o in piccolissime colonie nei banchi sabbiosi, o in terreni similmente pianeggianti. Scavano un tunnel relativamente lungo nel quale vengono deposte dalle 2 a 4 uova dal colore bianco e dalla forma sferica.